# Adrenaline (álbum)
Adrenaline (en español: Adrenalina) es el primer álbum de estudio de la banda de metal alternativo estadounidense Deftones, publicado el 3 de octubre de 1995 a través de Maverick Records. Apoyado por los sencillos «Bored» y «7 Words», se embarcaron en una extensa gira promocional, donde fueron teloneros de actos populares como Kiss y Ozzy Osbourne.
Como colaborador estuvo Frank Delgado, quién no era un miembro oficial en ese momento, pero estuvo presente en un par de canciones agregando efectos de sonido.

## Concepto
El productor elegido para dirigir las sesiones fue Terry Date, quien en ese momento era conocido por haber producido los álbumes de Pantera, White Zombie y Soundgarden. Date aportó varias ideas para mejorar la estructura sonora, pero los miembros de la banda fueron reticentes ante estos cambios, prefiriendo un sonido más ruidoso como el álbum debut de Metal Church. También participó el productor Ross Robinson, quien produjo la pista oculta, «Fist». Sobre las canciones, estas contienen una dinámica distintiva por parte de Chino Moreno, no solo cantando en versos y gritando en coros, mientras que el resto de la banda captura el aspecto más visceral, como la canción introductoria «Bored», los elementos funk en «7 Words», y el groove en «Engine No. 9».
“Recuerdo que no podía comprometerme con ninguna letra. Quizá un tercio de ese disco no tiene letra, porque estaba muy nervioso. Como compositor, no sabía cómo escribir letras. Me inventaba cosas y luego las guardaba. [...] Probablemente por eso parte del disco me da un poco de vergüenza”.
—Chino Moreno (2020).

## Recepción

### Crítica
El álbum obtuvo reseñas positivas cuando fue publicado, en particular Los Angeles Times profundiza en los matices presente en la música, como aspectos pop post-punk, toques de rap y fiereza industrial; además de definir el rango vocal de Moreno con los cambios de guitarra por parte de Stephen Carpenter, «como si fueran Helmet».
Una reseña posterior, por parte de Drowned in Sound, aclama a la banda por «no se [dejarse] limitar por los confines del género». Por su parte, la crítica de AllMusic remarcaba a Cunningham como un “baterista sorprendentemente sofisticado” y agregaba que “a diferencia de muchos de sus contemporáneos, los Deftones son muy controlados inclusive en medio del caos”.

### Comercial
Debido a su creciente reputación como una banda en directo enérgica y su imparable brecha de presentaciones nacionales, el álbum pudo lograr ventas sobre 220 000 a través del boca a boca. Luego de su éxito posterior, las ventas llegaron al millón de copias, siendo certificado platino por la Recording Industry Association of America.

### Reconocimientos
| Publicación | Reconocimiento              | Posición |
| ----------- | --------------------------- | -------- |
| Loudwire    | Best Debut Hard Rock Albums | 16       |

## Lista de canciones
Todas las letras de Chino Moreno, toda la música de Stephen Carpenter, Abe Cunningham, Chi Cheng.

| N.º   | Título                | Duración |  |
| 1.    | «Bored»               | 4:06     |  |
| 2.    | «Minus Blindfold»     | 4:04     |  |
| 3.    | «One Weak»            | 4:29     |  |
| 4.    | «Nosebleed»           | 4:26     |  |
| 5.    | «Lifter»              | 4:43     |  |
| 6.    | «Root»                | 3:41     |  |
| 7.    | «7 Words»             | 3:43     |  |
| 8.    | «Birthmark»           | 4:18     |  |
| 9.    | «Engine No. 9»        | 3:25     |  |
| 10.   | «Fireal»              | 6:36     |  |
| 11.   | «Fist» (Pista oculta) | 3:35     |  |
| 47:05 |                       |          |  |

## Créditos y personal
Deftones
- Chino Moreno - Voz
- Abe Cunningham - Batería
- Chi Cheng - Bajo
- Stephen Carpenter - Guitarra

Producción
- Frank Delgado - Efectos de sonido (en "Minus Blindfold" y "Fireal")
- Terry Date - Productor discográfico, mezclas
- Ulrich Wild - Grabación
- Kim Biggs - Dirección artística, diseño del álbum
- Victor Bracke - Foto de la versión
- Julia Carro - Fotografía adicional
- Ted Jensen - Máster
- Rick Kosick - Fotografía adicional
- Ross Robinson - Productor de la pista oculta "First"
- Michelle Shuman - Fotógrafo
- Tom Smurdy - Asistente

## Posicionamiento en listas
| Listas (1996-2000)                  | Mejor posición |
| ----------------------------------- | -------------- |
| Estados Unidos (Heatseekers Albums) | 23             |
| Estados Unidos (Top Catalog Albums) | 46             |

## Certificaciones
| País (Certificador) | Certificación | Ventas certificadas |
| --- | ------------- | ------------------- |
| Estados Unidos (RIAA) | Platino       | 1 000 000^          |
| Reino Unido (BPI) | Oro           | 100 000^            |
| ^cifras de envíos basadas únicamente en la certificación xcifras no especificadas basadas únicamente en la certificación |               |                     |